# Werner-Albrecht von und zu Gilsa
Werner-Albrecht von und zu Gilsa född 4 mars 1889 i Berlin död 8 maj 1945 i Litomĕřice nära Ustí nad Labem i Tjeckien. von Gilsa var tysk general inom Wehrmacht under andra världskriget.
von Gilsa befordrades till generalmajor i februari 1941 och till general i infanteriet i juli 1943. Han erhöll riddarkorset av järnkorset juni 1940 och eklöven till riddarkorset i januari 1942.
von Gilsa var bland annat kommendant i olympiabyn vid Olympiska sommarspelen 1936 och befälhavare för 9:e infanteriregementet i Potsdam mellan oktober 1936 och februari 1941. Mellan februari och april 1951 stod han till förfogande för överbefälhavaren och därefter, fram till maj 1943 verkade han som befälhavare för 116:e infanteridivisionen. Mellan juni 1943 och november 1944 var han befälhavare för LXXXIX:e armékåren och stod till förfogande för överbefälhavaren december 1944 till mars 1945. Innan han tog sitt liv i maj 1945 var han slutligen kommendant för försvarsområde Dresden.